# Quảng Ngãi (thành phố)
Quảng Ngãi là thành phố tỉnh lỵ cũ của tỉnh Quảng Ngãi, thuộc vùng Duyên hải Nam Trung Bộ, Việt Nam.

## Địa lý
Thành phố Quảng Ngãi nằm ở trung bộ Việt Nam; cách Thủ đô Hà Nội 898 km, cách Thành phố Hồ Chí Minh 819 km, cách thành phố Đà Nẵng 146 km. Cách các thành phố khác: Huế 229 km, Quy Nhơn 176 km, Kon Tum 198 km, có vị trí địa lý:
- Phía nam giáp huyện Tư Nghĩa
- Phía đông nam giáp huyện Mộ Đức
- Phía bắc giáp thị xã Bình Sơn
- Phía tây và tây bắc giáp huyện Sơn Tịnh
- Phía đông giáp biển Đông.

Thành phố Quảng Ngãi có diện tích 160,15 km², dân số năm 2019 là 261.417 người.
Sông Trà Khúc chảy qua giữa lòng thành phố, chia thành phố thành bờ Bắc và bờ Nam.

### Khí hậu
Quảng Ngãi có khí hậu nhiệt đới gió mùa (Köppen Am). Nhiệt độ rất ấm áp quanh năm, mặc dù chúng giảm đáng kể từ tháng 10 đến tháng 3. Mùa mưa kéo dài từ tháng 8 đến giữa tháng 1 với nguy cơ lớn là bão và mùa khô kéo dài từ cuối tháng 1 đến giữa tháng 7
| Dữ liệu khí hậu của Quảng Ngãi                               | Dữ liệu khí hậu của Quảng Ngãi | Dữ liệu khí hậu của Quảng Ngãi | Dữ liệu khí hậu của Quảng Ngãi | Dữ liệu khí hậu của Quảng Ngãi | Dữ liệu khí hậu của Quảng Ngãi | Dữ liệu khí hậu của Quảng Ngãi | Dữ liệu khí hậu của Quảng Ngãi | Dữ liệu khí hậu của Quảng Ngãi | Dữ liệu khí hậu của Quảng Ngãi | Dữ liệu khí hậu của Quảng Ngãi | Dữ liệu khí hậu của Quảng Ngãi | Dữ liệu khí hậu của Quảng Ngãi | Dữ liệu khí hậu của Quảng Ngãi |
| Tháng                                                        | 1                              | 2                              | 3                              | 4                              | 5                              | 6                              | 7                              | 8                              | 9                              | 10                             | 11                             | 12                             | Năm                            |
| ------------------------------------------------------------ | ------------------------------ | ------------------------------ | ------------------------------ | ------------------------------ | ------------------------------ | ------------------------------ | ------------------------------ | ------------------------------ | ------------------------------ | ------------------------------ | ------------------------------ | ------------------------------ | ------------------------------ |
| Cao kỉ lục °C (°F)                                           | 33.6 (92.5)                    | 35.3 (95.5)                    | 37.6 (99.7)                    | 39.4 (102.9)                   | 39.5 (103.1)                   | 41.4 (106.5)                   | 40.3 (104.5)                   | 40.3 (104.5)                   | 39.0 (102.2)                   | 34.6 (94.3)                    | 33.7 (92.7)                    | 32.1 (89.8)                    | 41.4 (106.5)                   |
| Trung bình ngày tối đa °C (°F)                               | 25.7 (78.3)                    | 27.1 (80.8)                    | 29.5 (85.1)                    | 31.9 (89.4)                    | 33.6 (92.5)                    | 34.2 (93.6)                    | 34.4 (93.9)                    | 34.2 (93.6)                    | 32.0 (89.6)                    | 29.6 (85.3)                    | 27.4 (81.3)                    | 25.3 (77.5)                    | 30.4 (86.7)                    |
| Trung bình ngày °C (°F)                                      | 21.6 (70.9)                    | 22.4 (72.3)                    | 24.3 (75.7)                    | 26.6 (79.9)                    | 28.3 (82.9)                    | 28.9 (84.0)                    | 28.9 (84.0)                    | 28.6 (83.5)                    | 27.2 (81.0)                    | 25.7 (78.3)                    | 24.0 (75.2)                    | 22.2 (72.0)                    | 25.7 (78.3)                    |
| Tối thiểu trung bình ngày °C (°F)                            | 19.2 (66.6)                    | 19.7 (67.5)                    | 21.1 (70.0)                    | 23.1 (73.6)                    | 24.7 (76.5)                    | 25.2 (77.4)                    | 24.9 (76.8)                    | 24.9 (76.8)                    | 24.1 (75.4)                    | 23.2 (73.8)                    | 21.8 (71.2)                    | 19.9 (67.8)                    | 22.6 (72.7)                    |
| Thấp kỉ lục °C (°F)                                          | 12.4 (54.3)                    | 14.1 (57.4)                    | 13.4 (56.1)                    | 17.3 (63.1)                    | 19.6 (67.3)                    | 20.0 (68.0)                    | 21.1 (70.0)                    | 20.0 (68.0)                    | 20.6 (69.1)                    | 17.0 (62.6)                    | 15.5 (59.9)                    | 12.9 (55.2)                    | 12.4 (54.3)                    |
| Lượng Giáng thủy trung bình mm (inches)                      | 123 (4.8)                      | 41 (1.6)                       | 38 (1.5)                       | 49 (1.9)                       | 99 (3.9)                       | 110 (4.3)                      | 92 (3.6)                       | 126 (5.0)                      | 303 (11.9)                     | 639 (25.2)                     | 563 (22.2)                     | 284 (11.2)                     | 2.466 (97.1)                   |
| Số ngày giáng thủy trung bình                                | 14.8                           | 8.4                            | 5.5                            | 5.8                            | 9.7                            | 8.9                            | 9.9                            | 12.2                           | 16.4                           | 20.7                           | 22.2                           | 21.5                           | 156.2                          |
| Độ ẩm tương đối trung bình (%)                               | 87.5                           | 86.6                           | 85.2                           | 83.3                           | 81.1                           | 79.7                           | 79.1                           | 80.3                           | 84.7                           | 87.6                           | 88.4                           | 88.5                           | 84.3                           |
| Số giờ nắng trung bình tháng                                 | 125                            | 154                            | 209                            | 231                            | 259                            | 237                            | 251                            | 232                            | 193                            | 157                            | 111                            | 90                             | 2.248                          |
| Nguồn: Vietnam Institute for Building Science and Technology |                                |                                |                                |                                |                                |                                |                                |                                |                                |                                |                                |                                |                                |

## Hành chính

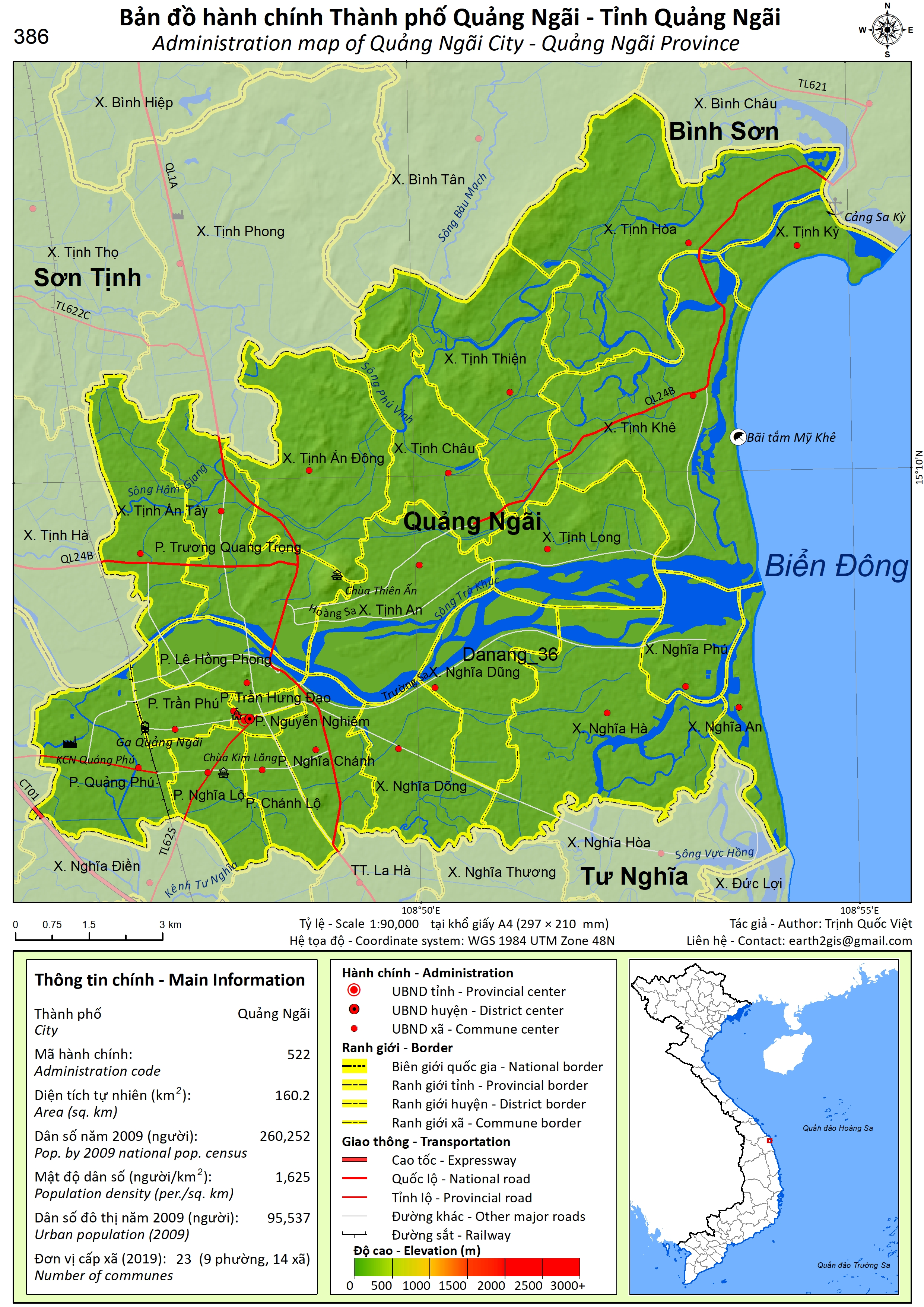
Bản đồ hành chính thành phố Quảng Ngãi

Thành phố Quảng Ngãi có 22 đơn vị hành chính cấp xã trực thuộc, bao gồm 9 phường: Chánh Lộ, Lê Hồng Phong, Nghĩa Chánh, Nghĩa Lộ, Nguyễn Nghiêm, Quảng Phú, Trần Hưng Đạo, Trần Phú, Trương Quang Trọng và 13 xã: An Phú, Nghĩa Dõng, Nghĩa Dũng, Nghĩa Hà, Tịnh An, Tịnh Ấn Đông, Tịnh Ấn Tây, Tịnh Châu, Tịnh Hòa, Tịnh Khê, Tịnh Kỳ, Tịnh Long, Tịnh Thiện.
| Tên                | Diện tích (km²) | Dân số (người) |
| ------------------ | --------------- | -------------- |
| Phường (9)         |                 |                |
| Chánh Lộ           | 2,17            | 14.075         |
| Lê Hồng Phong      | 3,38            | 9.053          |
| Nghĩa Chánh        | 4,04            | 13.459         |
| Nghĩa Lộ           | 4,01            | 15.706         |
| Nguyễn Nghiêm      | 0,52            | 13.994         |
| Quảng Phú          | 7,27            | 18.632         |
| Trần Hưng Đạo      | 0,52            | 12.135         |
| Trần Phú           | 2,17            | 15.971         |
| Trương Quang Trọng | 9,26            | 14.184         |
| Xã (13)            |                 |                |
| An Phú             | 7,54            | 23.656         |
| Nghĩa Dõng         | 6,17            | 10.410         |
| Nghĩa Dũng         | 6,12            | 10.678         |

| Tên          | Diện tích (km²) | Dân số (người) |
| ------------ | --------------- | -------------- |
| Nghĩa Hà     | 14,67           | 17.340         |
| Tịnh An      | 8,87            | 8.592          |
| Tịnh Ấn Đông | 10,12           | 5.406          |
| Tịnh Ấn Tây  | 7,03            | 7.850          |
| Tịnh Châu    | 6,31            | 6.820          |
| Tịnh Hòa     | 17,72           | 12.383         |
| Tịnh Khê     | 15,62           | 23.978         |
| Tịnh Kỳ      | 3,41            | 8.363          |
| Tịnh Long    | 7,45            | 9.056          |
| Tịnh Thiện   | 11,92           | 8.201          |

## Lịch sử
Năm 1807 nhà Nguyễn xây dựng trấn Quảng Ngãi trên diện tích khoảng 26 ha tại xã Chánh Mông, thuộc huyện Chương Nghĩa. Đến năm 1896, đường xuyên Việt chạy ngang qua xã, nên đổi tên là xã Chánh Lộ. Người Pháp đặt tên là Chánh Lộ phố, được gọi là vùng trung tâm trấn. Chánh Lộ phố có hai phường: Bắc Lộ phường và Nam Lộ phường. Đến năm 1929 mở rộng lên ngã ba Thu Lộ, thành lập thêm Thu Lộ phường.
Cách mạng Tháng Tám 1945, trên cơ sở ba phường của Chánh Lộ phố, chính quyền cách mạng tỉnh quyết định thành lập thị xã Quảng Ngãi. Đến ngày toàn quốc kháng chiến 19 tháng 12 năm 1946, các cơ quan tỉnh và đồng bào nội thị chuyển ra nông thôn, thị xã Quảng Ngãi sáp nhập với làng Ngọc Án, gọi là xã Nghĩa Lộ, trực thuộc huyện Tư Nghĩa.
Thời Việt Nam Cộng hòa, chính quyền Sài Gòn tách Bắc Lộ phường thành hai, đặt ra bốn ấp: Bắc Môn, Bắc Lộ, Nam Lộ, Thu Lộ, lập nên xã Cẩm Thành. Để tiện cho việc chỉ đạo cuộc kháng chiến, tháng 6 năm 1965, Tỉnh ủy Quảng Ngãi quyết định tái lập thị xã Quảng Ngãi trực thuộc tỉnh, gồm 4 ấp nói trên và các thôn của hai xã Nghĩa Lộ, Nghĩa Dõng, cùng một số thôn của các xã Nghĩa Điền, Tịnh Ấn.
Ngày 24 tháng 3 năm 1975, thị xã Quảng Ngãi được giải phóng hoàn toàn.
Tháng 2 năm 1976, hai tỉnh Bình Định và Quảng Ngãi hợp nhất thành tỉnh Nghĩa Bình. Đồng thời, thị xã Quảng Ngãi hợp nhất với huyện Tư Nghĩa thành thị xã Quảng Nghĩa thuộc tỉnh Nghĩa Bình. Tuy nhiên, tỉnh lỵ tỉnh Nghĩa Bình đặt tại thị xã Quy Nhơn (nay là thành phố Quy Nhơn). Do bị mất vai trò là tỉnh lỵ trong thời gian dài (1975 – 1989), thị xã Quảng Nghĩa mất đi nhiều cơ hội phát triển nên dần thua kém các đô thị khu vực miền Trung - Tây Nguyên.
Sau khi hợp nhất, thị xã Quảng Nghĩa gồm 4 phường: Lê Hồng Phong, Nguyễn Nghiêm, Trần Hưng Đạo, Trần Phú và 13 xã: Nghĩa An, Nghĩa Điền, Nghĩa Dõng, Nghĩa Hà, Nghĩa Hiệp, Nghĩa Hòa, Nghĩa Kỳ, Nghĩa Lâm, Nghĩa Lộ, Nghĩa Phương, Nghĩa Thắng, Nghĩa Thương, Nghĩa Trung.
Ngày 24 tháng 3 năm 1979, chia xã Nghĩa Lộ thành 2 xã: Nghĩa Phú và Nghĩa Chánh.
Ngày 23 tháng 4 năm 1979, đổi tên xã Nghĩa Phú thành xã Nghĩa Lộ.
Ngày 24 tháng 8 năm 1981, Hội đồng bộ trưởng ban hành Quyết định 41-HĐBT về việc thành lập một số huyện thuộc tỉnh Nghĩa Bình. Theo đó, giải thể thị xã Quảng Nghĩa để tái lập thị xã Quảng Ngãi và huyện Tư Nghĩa. Đồng thời, thành lập xã Quảng Phú trên cơ sở tách thôn 2 và thôn 3 của xã Nghĩa Điền thuộc huyện Tư Nghĩa, chia xã Nghĩa Dõng thành 2 xã: Nghĩa Dõng và Nghĩa Dũng.
Thị xã Quảng Ngãi có 4 phường: Lê Hồng Phong, Nguyễn Nghiêm, Trần Hưng Đạo, Trần Phú và 5 xã: Nghĩa Chánh, Nghĩa Dõng, Nghĩa Dũng, Nghĩa Lộ, Quảng Phú.
Ngày 30 tháng 6 năm 1989, tỉnh Quảng Ngãi được tái lập từ tỉnh Nghĩa Bình cũ, thị xã Quảng Ngãi trở lại là tỉnh lỵ tỉnh Quảng Ngãi.
Ngày 22 tháng 2 năm 1991, chia xã Nghĩa Lộ thành xã Nghĩa Lộ và phường Chánh Lộ.
Ngày 29 tháng 8 năm 1994, chuyển xã Nghĩa Lộ thành phường Nghĩa Lộ.
Ngày 17 tháng 12 năm 2001, chuyển xã Nghĩa Chánh và Quảng Phú thành 2 phường có tên tương ứng.
Ngày 23 tháng 12 năm 2002, Bộ Xây dựng ban hành Quyết định số 1711/QĐ-BXD công nhận thị xã Quảng Ngãi là đô thị loại III.
Ngày 26 tháng 8 năm 2005, Chính phủ ban hành Nghị định 112/2005/NĐ-CP thành lập thành phố Quảng Ngãi trên cơ sở toàn bộ diện tích của thị xã Quảng Ngãi.
Thành phố Quảng Ngãi có 3.712 ha diện tích tự nhiên và 133.843 nhân khẩu, có 10 đơn vị hành chính trực thuộc gồm 8 phường: Lê Hồng Phong, Nguyễn Nghiêm, Trần Hưng Đạo, Nghĩa Chánh, Chánh Lộ, Nghĩa Lộ, Trần Phú, Quảng Phú và 2 xã: Nghĩa Dũng, Nghĩa Dõng.
Ngày 12 tháng 12 năm 2013, Chính phủ ban hành Nghị quyết số 123/NQ-CP điều chỉnh, mở rộng địa giới hành chính thành phố Quảng Ngãi. Theo đó:
- Chuyển toàn bộ diện tích tự nhiên và dân số của thị trấn Sơn Tịnh và 9 xã: Tịnh Ấn Tây, Tịnh Ấn Đông, Tịnh An, Tịnh Long, Tịnh Châu, Tịnh Thiện, Tịnh Khê, Tịnh Hòa, Tịnh Kỳ thuộc huyện Sơn Tịnh và 3 xã: Nghĩa Hà, Nghĩa Phú, Nghĩa An thuộc huyện Tư Nghĩa về thành phố Quảng Ngãi quản lý.
- Thành lập phường Trương Quang Trọng trên cơ sở toàn bộ diện tích và dân số của thị trấn Sơn Tịnh.

Sau khi điều chỉnh địa giới hành chính, thành phố Quảng Ngãi có 16.015,34 ha diện tích tự nhiên, 260.252 nhân khẩu với 23 đơn vị hành chính cấp xã, gồm 9 phường và 14 xã.
Ngày 24 tháng 9 năm 2015, Thủ tướng Chính phủ ban hành Quyết định 1654/QĐ-TTg công nhận thành phố Quảng Ngãi là đô thị loại II.
Ngày 1 tháng 1 năm 2025, sáp nhập xã Nghĩa An và xã Nghĩa Phú thành xã An Phú.
Thành phố Quảng Ngãi có 9 phường và 13 xã như hiện nay.

### Tên đường của Quảng Ngãi trước năm 1975
- Đường Võ Tánh nay là đường Nguyễn Nghiêm
- Đường Phan Bội Châu nay là đường Hùng Vương & Nguyễn Chánh
- Nguyễn Thái Học nay là Nguyễn Bá Loan
- Trần Thúc Nhẫn nay là Trương Quang Trọng
- Phan Thanh Giản nay là Lê Khiết
- Hòa Bình nay là Nguyễn Thụy
- Trần Cao Vân nay là Nguyễn Tự Tân và Lê Ngung
- Lê Lợi nay là Phạm Xuân Hòa

## Kinh tế - xã hội

### Kinh tế

#### Công nghiệp
Khu công nghiệp Quảng Phú (nơi ra đời các sản phẩm như bia Dung Quất, nước khoáng Thạch Bích, sữa đậu nành Fami Vinasoy, bánh kẹo Quảng Ngãi Biscafun.

#### Nông - lâm - ngư nghiệp
Dân cư sống ở các xã phía đông thành phố vẫn sống chủ yếu vào nông nghiệp và ngư nghiệp. Thành phố có đến 3 xã giáp biển (Tịnh Kỳ, Tịnh Khê, Nghĩa An), đây là nơi tập trung đội tàu đánh bắt của thành phố.

#### Dịch vụ
Việc kinh doanh, buôn bán và các dịch vụ khác tập trung ở khu vực nội thành. Sầm uất nhất là khu vực phía Đông nội thành gồm các phường Lê Hồng Phong, Nguyễn Nghiêm, Trần Hưng Đạo, Chánh Lộ, Nghĩa Chánh.

#### Kinh tế 2015
Năm 2015, kinh tế của thành phố Quảng Ngãi tiếp tục có bước phát triển khá, tổng giá trị sản xuất ước đạt 44.560 tỷ đồng, tăng 13,16% so với năm 2014; tổng giá trị gia tăng 13.197 tỷ đồng. Tốc độ tăng trưởng kinh tế 11,79%. Cơ cấu kinh tế chuyển dịch đúng hướng: Dịch vụ 48,32%; công nghiệp - xây dựng 38,12% và nông lâm ngư nghiệp 13,56%.Trong năm, có 927 hộ thoát nghèo; giải quyết việc làm cho trên 5.000 lao động...

#### Mục tiêu kinh tế
Nghị quyết Đại hội XV Đảng bộ thành phố đề ra mục tiêu trong 5 năm đến là xây dựng và phát triển thành phố trở thành đô thị “năng động và thân thiện”, với tỷ lệ đô thị hóa đạt 60%; tổng vốn đầu tư phát triển toàn xã hội 5 năm đạt 30.000 tỷ đồng. Cơ cấu kinh tế chuyển dịch: Dịch vụ 53,29%; công nghiệp - xây dựng 36,6% và nông nghiệp 10,11%. Đồng thời, sẽ tạo việc làm mới và tăng thêm việc làm hằng năm 7.000 - 8.000 lao động; thu nhập bình quân đầu người năm 2020 đạt 3.000 USD/người/năm...

### Xã hội

#### Giáo dục
Thành phố Quảng Ngãi là trung tâm giáo dục- đào tạo của tỉnh Quảng Ngãi. Trên địa bàn thành phố tập trung nhiều trường đại học, cao đẳng và phân hiệu các đại học lớn của Việt Nam.

##### Đại học - Cao đẳng
- Trường Đại học tài chính kế toán Quảng Ngãi
- Trường Đại học Phạm Văn Đồng
- Trường Đại học Công nghiệp Thành phố Hồ Chí Minh. Phân hiệu Quảng Ngãi tại Quảng Ngãi
- Trường Cao đẳng Y tế Đặng Thùy Trâm
- Trường Cao đẳng Kỹ thuật Công nghiệp Quảng Ngãi
- Trường Cao đẳng công thương Thành phố Hồ Chí Minh, chi nhánh Quảng Ngãi
- Trường Cao đẳng nghề Việt Nam - Hàn Quốc.

##### Trung cấp
- Trường Trung cấp nghề tỉnh Quảng Ngãi

##### Trung học phổ thông
- Trường THPT chuyên Lê Khiết
- Trường THPT Trần Quốc Tuấn
- Trường THPT Lê Trung Đình
- Trường THPT Võ Nguyên Giáp
- Trường THPT Sơn Mỹ
- Trường THPT Huỳnh Thúc Kháng
- Trường THPT Tư thục Hoàng Văn Thụ
- Trường THPT Tư thục Nguyễn Bỉnh Khiêm (đã đóng cửa, nay là trường mầm non tiểu học Việt - Úc tại nơi này).[17]

## Du lịch

### Công viên Ba Tơ
Nằm ở giữa hai đầu cầu Trà Khúc 1 và Trà Khúc 2, được giới hạn bởi 2 tuyến đường Bà Triệu và Tôn Đức Thắng. Đây là nơi thường xuyên tổ chức các hoạt động du xuân, thưởng hoa mỗi khi tết đến xuân về.

### Bảo tàng tổng hợp tỉnh
Địa chỉ: 99 Lê Trung Đình.
Đây là nơi trưng bày các di vật tìm thấy của văn hóa Sa Huỳnh, văn hóa Chămpa, văn hóa các dân tộc tỉnh.

### Quảng trường tỉnh Quảng Ngãi
Nằm ở đường Phạm Văn Đồng. Đây là quảng trường lớn nhất tỉnh Quảng Ngãi. Nới đây là nơi người dân thường tập thể dục thể thao, và tổ chức các hoạt động, sự kiện lớn của tỉnh.

### Thành cổ Châu Sa
Thành cổ Châu Sa nằm ở xã Tịnh Châu. Đây là một trong các di tích của người Chăm.

### Thắng cảnh Núi Ấn Sông Trà
Thiên Ấn niêm hà được mệnh danh là đệ nhất thắng cảnh tỉnh Quảng Ngãi. Nhìn từ xa, núi Thiên Ấn như một chiếc ấn trời niêm xuống dòng sông Trà Khúc. Trên núi Thiên Ấn có chùa Thiên Ấn và di tích mộ cụ Huỳnh Thúc Kháng.

### Khu chứng tích Sơn Mỹ
Khu chứng tích Sơn Mỹ (Khu chứng tích Mỹ Lai) nằm ở xã Tịnh Khê, thành phố Quảng Ngãi. Đây là nơi ghi lại tội ác của Đế quốc Mỹ thảm sát 504 người ngày 16/03/1968.

### Núi Thiên Bút
Núi Thiên Bút nằm ở phường Nghĩa Chánh. Núi Bút đang được triển khai xây dựng thành công viên thứ hai của Thành phố.

### Bến Tam Thương, núi Phú Thọ
Là danh thắng nằm ở cửa Đại

### Biển Mỹ Khê
Nằm ở xã Tịnh Khê, nơi đây được xem là bãi biển đẹp hàng đầu Quảng Ngãi, cùng với biển Khe Hai và biển Sa Huỳnh.

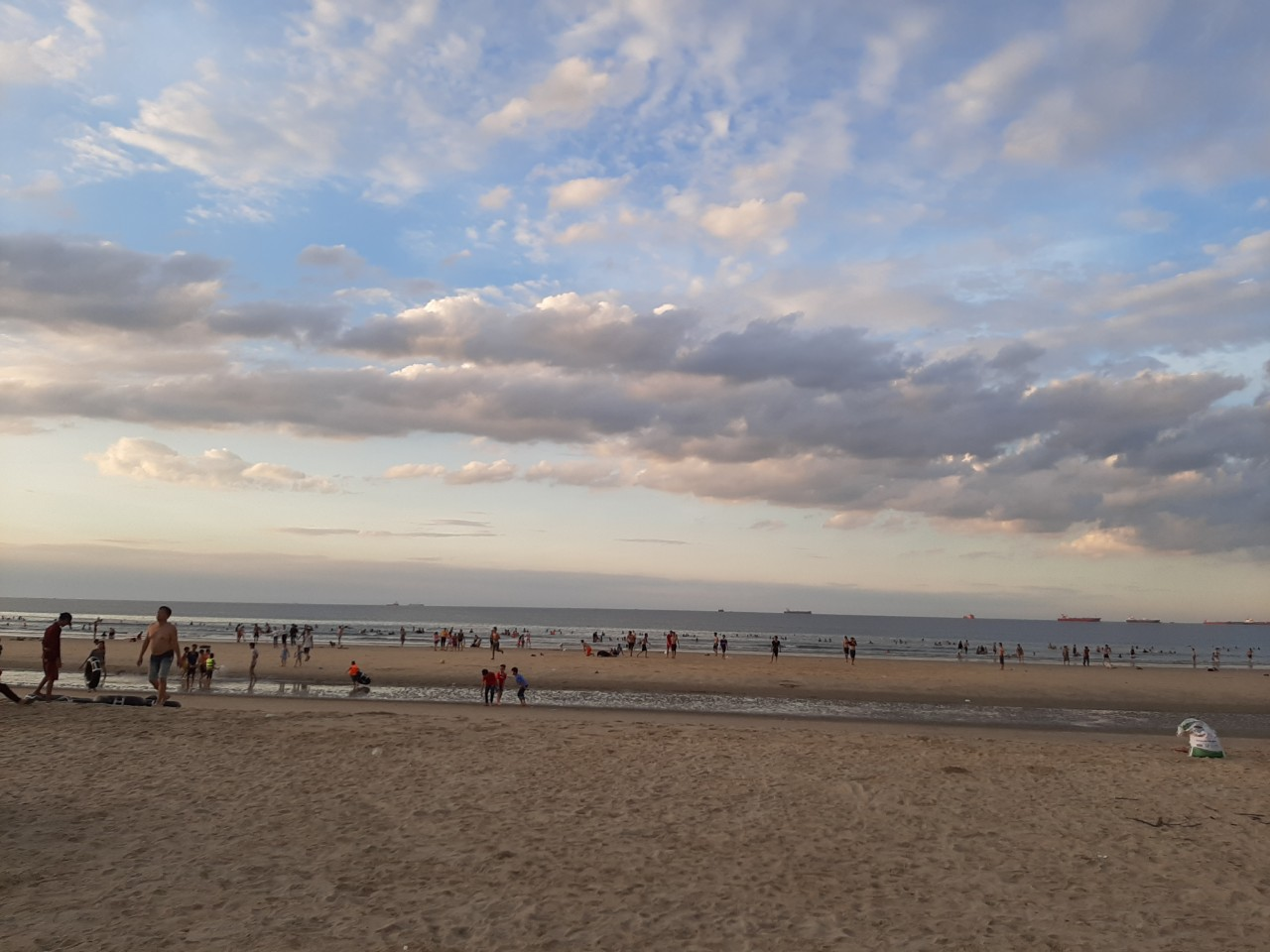
Bãi biển Khe Hai, Quảng Ngãi, tháng 7 năm 2019

## Giao thông

#### Đường bộ
- Quốc lộ 1 chạy qua thành phố Quảng Ngãi gọi là Đường tránh Đông (đường Bà Triệu – Đinh Tiên Hoàng – Lý Thường Kiệt)
- Đường Mỹ Trà - Mỹ Khê (đường Hoàng Sa)
- Đường bờ nam sông Trà (đường Trường Sa)
- Bến xe mới Quảng Ngãi (02 – Trần Khánh Dư, phường Nghĩa Chánh, TP. Quảng Ngãi). Bến xe Chín Nghĩa (đường Trần Thủ Độ).
- Cầu Trà Khúc 1, cầu Trà Khúc 2, cầu đường sắt Trường Xuân, cầu Thạch Bích, cầu Cổ Luỹ
- Biển số xe: 76B1 - XXX.XX, 76B2 - XXX.XX, 76U1 - XXX.XX,

#### Đường sắt
Ga Quảng Ngãi là một trong những ga chính trên trục Bắc - Nam của đường sắt thống nhất nằm ở phía Tây trung tâm thành phố trên đường Trần Quốc Toản, phường Trần Phú.

#### Đường thủy
Cảng Sa Kỳ (xã Tịnh Kỳ) nằm cách trung tâm thành phố Quảng Ngãi 12 km về phía Đông Bắc. Đây là tuyến đường thủy nội địa nối với Lý Sơn.

#### Đường hàng không
Sân bay Chu Lai (tỉnh Quảng Nam, được sử dụng chung với thành phố Quảng Ngãi) cách thành phố Quảng Ngãi 35 km về phía Bắc. Trong thành phố có sân bay cũ đã ngừng hoạt động (thuộc đường Hoàng Hoa Thám, phường Quảng Phú)

### Thủy lợi, cấp nước
- Thủy lợi Thạch Nham cung cấp nước tưới tiêu cho thành phố
- Nhà máy nước Quảng Phú cung cấp nước cho thành phố công suất 20.000 m³/ngày đêm.

### Bưu chính viễn thông
- Bưu điện tỉnh Quảng Ngãi (Số 70 Quang Trung, Phường Lê Hồng Phong)
- Giao dịch cấp 1 (Số 80 Phan Đình Phùng).

### Bệnh viện
- Bệnh viện Đa khoa tỉnh Quảng Ngãi (đường Lê Hữu Trác);
- Bệnh viện Đa khoa thành phố Quảng Ngãi (đường Nguyễn Du);
- Bệnh viện Y học Cổ Truyền (đường Hùng Vương);
- Bệnh viện Sản - Nhi (đường Hùng Vương);
- Bệnh viện Nhân Tâm (đường Đinh Tiên Hoàng);
- Bệnh viện Phúc Hưng (đường Cao Bá Quát);
- Bệnh viện Mắt (đường Nguyễn Tự Tân).

### Báo
Báo điện tử Quảng Ngãi (02 Cao Bá Quát)

### Truyền hình
Đài Phát thanh Truyền hình Quảng Ngãi (PTQ) – 165 Hùng Vương

### Các nhà máy của Công ty Cổ phần Đường Quảng Ngãi
1. Nhà máy Sữa đậu nành Việt Nam Vinasoy – Chi nhánh Công ty Cổ phần Đường Quảng Ngãi
Địa chỉ: Số 02, đường Nguyễn Chí Thanh, Phường Quảng Phú, Thành phố Quảng Ngãi, Tỉnh Quảng Ngãi, Việt Nam.
2. Nhà máy Sữa đậu nành Vinasoy Bắc Ninh – Chi nhánh Công ty Cổ phần Đường Quảng Ngãi
Địa chỉ: Đường TS5, Khu công nghiệp Tiên Sơn, Phường Đồng Nguyên, Thành phố Từ Sơn, Tỉnh Bắc Ninh, Việt Nam.
3. Nhà máy Sữa đậu nành Vinasoy Bình Dương – Chi nhánh Công ty Cổ phần Đường Quảng Ngãi
Địa chỉ: Số 15, đường số 31, Khu công nghiệp Việt Nam – Singapore II-A, Phường Vĩnh Tân, Thị xã Tân Uyên, Tỉnh Bình Dương, Việt Nam.
4. Nhà máy Nước khoáng Thạch Bích – Chi nhánh Công ty Cổ phần Đường Quảng Ngãi
Địa chỉ: Số 02, đường Nguyễn Chí Thanh, Phường Quảng Phú, Thành phố Quảng Ngãi, Tỉnh Quảng Ngãi, Việt Nam.
5. Nhà máy Bánh kẹo Biscafun – Chi nhánh Công ty Cổ phần Đường Quảng Ngãi
Địa chỉ: Số 02, đường Nguyễn Chí Thanh, Phường Quảng Phú, Thành phố Quảng Ngãi, Tỉnh Quảng Ngãi, Việt Nam.

## Thành phố kết nghĩa
- Thành phố Vinh, tỉnh Nghệ An